# 제37회 미국 작가 조합상
제37회 미국 작가 조합상은 1984년 뛰어난 활동을 보인 영화 작가를 기리기 위해 1985년 3월에 열린 시상식이다. LA, 비벌리 힐튼 호텔에서 개최되었다.

## 수상 및 후보

### 각본상
- 브로드웨이의 대니 로즈 - 우디 앨런 수상

### 각색상
- 킬링 필드 - 브루스 로빈슨 수상

### 월계수상
- 윌리엄 골드먼 수상

### 발렌타인 데이비스 상
- Charles Champlin 수상

### 모건 콕스 상
- Edmund L. Hartmann 수상

### 에드몬드 J. 노스 상
- Mary C. McCall Jr. 수상